# Малышево (Челябинская область)
Малышево — деревня в составе Кременкульского сельского поселения Сосновского района Челябинской области.

## География
Расположена в центральной части Сосновского района, примерно в 3,5 км на юго-восток от села Кайгородова и в непосредственной близости от областного центра города Челябинска. Ближайшие железнодорожные станции: Шагол на Уральском железнодорожном ходу, Полетаево, расположенная в 10 км южнее с. Кайгородова. Западнее деревни проходят автодороги областного значения 74К-205 Обход города Челябинска, 75К-211 Челябинск – Большие Харлуши – Альмеева, высота центра деревни над уровнем моря 236 м

## Население
| 2002 | 2010 |
| ---- | ---- |
| 7    | ↗23  |